# Come Home
Come Home este primul single de pe albumul de debut al formației de rock alternativ Placebo, lansat pe 5 februarie 1996. Este o versiune diferită (mai rapidă și mai înspre punk) față de versiunea care avea să apară mai târziu pe album.

## Lista melodiilor
1. „Come Home”
2. „Drowning By Numbers”
3. „Oxygen Thief”

## Despre videoclip
„Come Home” este primul videoclip din cariera formației Placebo, o înregistrare de peste patru minute, în care cei trei interpretează melodia; Brian Molko poartă un tricou roșu pe care este inscripționat „God is love” și este machiat cu ruj albastru. „Come Home” nu a fost inclus pe colecția de single-uri pe care Placebo au scos-o în 2004.

## Poziții în topuri
- 103 (Marea Britanie)[4]